# دينيس كيرني
دينيس كيرني (1847-1907) زعيم عمالي من كاليفورنيا من أصل أيرلندي وكان نشطًا في أواخر القرن التاسع عشر وكان معروفًا بنشاطه المناهض للصينيين. يُطلق عليه لقب " الدهماوجي ذو القوة غير العادية" وكان غالبًا ما يلقي خطابات طويلة لاذعة تركز على أربعة مواضيع عامة: ازدراء الصحافة، والرأسماليين، والسياسيين، والمهاجرين الصينيين. كان زعيمًا لحزب العمال في كاليفورنيا، وهو معروف بإنهاء جميع خطاباته بجملة "وأيًا كان ما يحدث، يجب على الصينيين أن يرحلوا".